# Враниловци
Вранѝловци е село в Северна България, община Габрово, област Габрово.

## География
Село Враниловци се намира на около 9 km запад-северозападно от центъра на областния град Габрово и 16 km югоизточно от Севлиево. Разположено е в широката долина между Черновръшкия рид на юг и югозапад и платото Стражата на североизток, край левия бряг на река Лопушница. През селото тече река Шаварна, ляв приток на Лопушница. Климатът е умереноконтинентален, почвите в землището са преобладаващо светлосиви горски. Надморската височина в селото при сградата на кметството е около 285 m, в северния край към устието на Шаварна намалява до около 280 m, а във високия югоизточен край нараства до около 395 m.
През северния край на Враниловци минава второкласният републикански път II-44 (Севлиево – Габрово), а в селото от него се отклонява на юг третокласният републикански път III-4402, минаващ през селата Райновци, Смиловци и Гъбене към село Горна Росица.
На около 600 m северозападно от селото, на река Лопушница, има язовир, източната част от който е в землището на Враниловци, а останалата е в землищата на селата Новаковци и Армените.
Населението на село Враниловци, наброявало 520 души при преброяването към 1934 г., след известни колебания в числеността намалява до 268 души (по текущата демографска статистика за населението) към 2019 г.

## История
През 1961 г. дотогавашното населено място колиби Враниловци придобива статута на село.
Между 7 и 4 век пр. Хр. районът е населен от древни тракийски скотовъдни племена. През землището под Витата стена, преминава стар римски път, който в миналото представлява важен военен и търговски маршрут, съединяващ Трансилвания и Мизия с Цариград и Анадола. Селото е основано през първата половина на 17 век от преселници от опожареното и напълно разграбено от турците славянобългарско селище Тахтаклий. Земите са заети от днешното село Драгановци. В продължение на половин век заселниците създават първите задруги със свой имот и постепенно формират 3 махали: Данчевци, Враниловци и Божковци.
Във фондовете на Държавния архив Габрово се съхраняват документи на/за:
- Списък на фондове от масив „K“:

– Кредитна кооперация „Доверие“ – с. Враниловци, Габровско, 1915 – 1943, фонд 161K (документите от периода 1915 – 1930 са на/за фондообразувателя Земеделско спестовно заемателно сдружение „Доверие“ – с. Враниловци, Габровско);
– Народно начално училище – с. Враниловци, Габровско, 1905 – 1956, фонд 648K;
– Народна смесена районна прогимназия – с. Враниловци, Габровско, 1928 – 1944, фонд 650K;
- Списък на фондове от масив „С“:

– Селкооп „Мир“ – с. Враниловци, Габровско, 1944 – 1956, фонд 43 (промени в наименованието на фондообразувателя: Кредитна кооперация „Доверие“, 1944 – 1948; Всестранна кооперация „Доверие“, 1948 – 1951; Всестранна кооперация „Мир“, 1951 – 1952; Селкооп „Мир“, 1952 – 1956);
– Обединено трудово кооперативно земеделско стопанство (ОТКЗС) „Първи май“ – с. Враниловци, Габровско, 1959 – 1972, фонд 369;
– Трудово кооперативно земеделско стопанство (ТКЗС) „Васил Коларов“ – с. Враниловци, Габровско, 1956 – 1997, фонд 370 (промени в наименованието на фондообразувателя: ТКЗС „Васил Коларов“, 1956 – 1959; Клоново стопанство – с. Враниловци, 1978 – 1983; Животновъдно-растениевъдна бригада (ЖРБ) – с. Враниловци, 1984 – 1989; ТКЗС „Зора“ – с. Враниловци, 1989 – 1992; ТКЗС „Зора“ в ликвидация, 1992 – 1995);
– Народно читалище „Наука“ – с. Враниловци, Габровско, 1902 – 1990, фонд 852;
– Народно основно училище – с. Враниловци, Габровско, 1929 – 2003, фонд 967 (промени в наименованието на фондообразувателя: Основно училище „Константин Величков“, 1998 – 2003; Основно училище „Косьо Маринов“, 1991 – 1998; Народно основно училище „Косьо Маринов“, 1978 – 1991; Народно основно училище – с. Враниловци, 1957 – 1978; Районна смесена прогимназия – с. Враниловци, 1944 – 1957);
– Държавно земеделско стопанство (ДЗС) – с. Враниловци, Габровско, 1964 – 1979, фонд 1300.
По време на Балканската война от 1912 г. един човек от селото се включва като доброволец в Македоно-одринското опълчение.

## Население
Преброяване на населението през 2011 г.
Численост и дял на етническите групи според преброяването на населението през 2011 г.:
|                     | Численост | Дял (в %) |
| Общо                | 321       | 100,00    |
| Българи             | 319       | 95,70     |
| Турци               | 0         | 0,00      |
| Цигани              | 0         | 0,00      |
| Други               | 0         | 0,00      |
| Не се самоопределят | 0         | 0,00      |
| Неотговорили        | 0         | 0,00      |

## Обществени институции
Село Враниловци към 2021 г. е център на кметство Враниловци.
В село Враниловци към 2021 г. има:
- действащо читалище „Наука -1902“;[12][13]
- действаща само на големи религиозни празници православна църква „Света Параскева“;[14]
- пощенска станция.[15]

## Природни и културни забележителности
- Паметник на площада в центъра на селото на загиналите във войните и в борбата срещу фашизма;
- Възпоменателна плоча на един офицер, 7 подофицери и 53 редници, загинали в Балканските войни 1912 – 1913 г. и в Първата световна война 1914 – 1918 г.[16]

## Описание на селището
В селото към 2020 г. има два магазина, читалище, кметство, библиотека, два жилищни блока, център с красив площад, върху който се издига паметникът на загиналите във войните и в борбата срещу фашизма. Подновен е жилищният фонд, асфалтирани са улиците, селището е водоснабдено и електрифицирано.

## Личности
- Никола Маринов (1909 – 1982), български писател, роден във Враниловци;
- Кольо Атанасов, български журналист и писател, член на СБЖ и СБП, награден с ордените „Кирил и Методий“ – І и ІІ степен; роден на 12 октомври 1922 г. във Враниловци, починал през 2002 г. в Габрово.[17]